# انتحاء لمسي

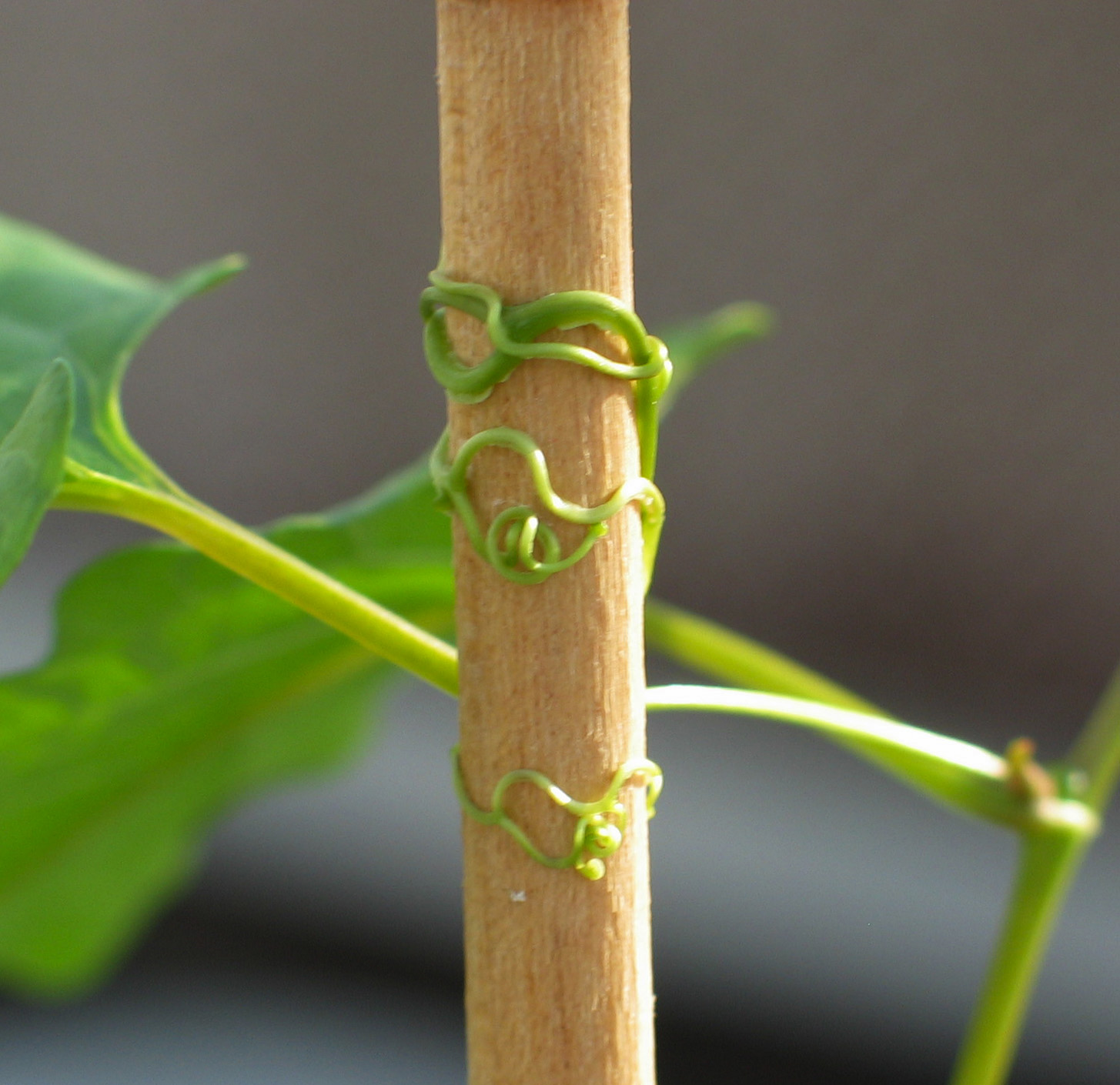

الانتحاء اللمسي (باللاتينية: thigmotropismus) هو نمو النبات استجابة لملامسة جسم صلب. إن محاليق نبات متسلق أما العنب نحو الضوء فهو انتحاء موجب، وسيقان النبتة تلتفان عندما تلامسان جسما ما. ويسمح الأنتحاء اللمسي لبعض النباتات المتسلقة، بأن تتسلق نباتات أو أجساما أخرى، مما يزيد من فرص تعرضها للضوء، تحقيقا للبناء الضوئي. وهناك اعتقاد بأن الهرمونين: الأكسين والإيثيلين، يلعبان دورا مهما في هذه الاستجابة.